# Калюжный, Иван Прокофьевич
Иван Прокофьевич Калюжный (1 ноября 1902, станица Великокняжеская, область Войска Донского, Российская империя — 20 августа 1979, Ростов-на-Дону, РСФСР, СССР) — советский военачальник, генерал-лейтенант (08.08.1955).

## Биография
Родился 1 ноября 1902 года в станице Великокняжеская, ныне город Пролетарск, Ростовская область, Россия, в семье казака. Русский.

### Гражданская война
В июне 1918 года Калюжный добровольно вступил красноармейцем в Сальский отряд Г. К. Шевкоплясова. В сентябре 1918 года при переформировании его в 1-ю Донскую советскую стрелковую дивизию зачислен в 3-й крестьянский стрелковый полк, с которым воевал против войск генерала А. И. Деникина под Царицыном. Летом и осенью 1919 года полк сражался с кавалерийскими частями генерала В. Л. Покровского под Камышином и генерала К. К. Мамонтова на Верхнем Дону, участвовал в наступлении войск Юго-Восточного фронта на Песковатку, Котлубань и Царицын. С июня 1920 года Калюжный зачислен красноармейцем в коннозакупочную комиссию Кавказского фронта. В июле 1921 года командирован на Пятигорские курсы действующих родов войск, после которых в августе направлен в Управление коневодства на территории Кавказского фронта.

### Межвоенные годы
В сентябре 1922 года зачислен курсантом в 6-ю Таганрогскую кавалерийскую школу, затем в сентябре 1924 года переведён на старший курс в Северо-Кавказскую горских национальностей кавалерийскую школу. По окончании последней в августе 1925 года назначен в 88-й кавалерийский полк 11-й кавалерийской дивизии СКВО в городе Армавир, где проходил службу командиром взвода и врид командира эскадрона, врид командира пулемётного эскадрона. В 1927 году Калюжный вступил в ВКП(б). С июля 1929 года командовал пулемётным эскадроном в 78-м кавалерийском полку 10-й Майкопской им. Кима кавалерийской дивизии (станица Невинномысская). С декабря 1931 года по май 1932 года проходил подготовку на Ленинградских бронетанковых КУКС РККА, по окончании назначен командиром взвода в эскадрон по подготовке среднего комсостава при Объединенной военной школе им. ВЦИК в Москве. По расформировании эскадрона в сентябре того же года переведён на должность помощника начальника 1-й части штаба 1-й отдельной кавалерийской бригады. Через месяц назначен начальником полковой школы 3-го кавалерийского полка этой бригады. После выпуска школы в октябре 1933 года вернулся к исполнению прямых обязанностей помощника начальника 1-й части штаба бригады.
В декабре 1934 года назначен начальником штаба отдельного кавалерийского дивизиона при НКО СССР. В мае 1935 года зачислен слушателем Военной академии РККА им. М. В. Фрунзе. В сентябре 1938 года окончил ее с отличием и был назначен помощником армейского кавалерийского инспектора штаба БОВО (г. Смоленск). По упразднению должности, с августа 1939 года служил старшим помощником инспектора кавалерии Красной армии. Участвовал в походах Красной армии в Западную Белоруссию и Северную Буковину.
В ноябре 1940 года назначен заместителем командира по строевой части 36-й кавалерийской дивизии им. И. В. Сталина, входившей в 6-й казачий кавалерийский корпус 10-й армии ЗапОВО в городе Волковыск.

### Великая Отечественная война
С началом войны дивизия вступила в тяжёлые бои западнее города Белосток. Полковник Калюжный находился в непосредственном подчинении командующего 10-й армии генерал-майора К. Д. Голубева и представителя Ставки ГК генерала армии Г. И. Кулика, по их приказу выводил на восток штаб армии. 30 июня 1941 года в районе города Несвиж колонна штаба была атакована немецкими механизированными частями и рассеяна. Находившийся в ней генерал Д. М. Карбышев попал в плен, а генерал армии Г. И. Кулик в ходе боя исчез. Сам полковник Калюжный, будучи ранен, в тяжёлых условиях продолжал пробиваться на восток. В одной из деревень переоделся в гражданскую одежду. В районе м. Старый Шклов на реке Днепр во время облавы немцами он был взят в плен и направлен в город Шклов. Через два дня бежал при переводе колонны военнопленных в Оршу. В начале августа 1941 года при помощи партизан перешёл линию фронта и прибыл в райвоенкомат города Шумячи, а оттуда направлен в штаб 13-й армии. Здесь он был оставлен генерал-инспектором кавалерии Красной армии в городе Клинцы, получив задачу привести в порядок часть оставшихся войск кавалерии и тылы трёх дивизий, ушедших в рейд на Осиповичи. В конце августа Калюжный был отозван в Москву. В сентябре — октябре 1941 года занимался проверкой 5-го отдельного запасного полка СКВО, затем по приказу принял командование полком.
В декабре 1941 года полковник Калюжный назначен командиром 1-й Кубанской казачьей кавалерийской дивизии, переименованной затем в 10-ю. В апреле 1942 года она была расформирована в составе Северо-Кавказского фронта и обращена на пополнение частей 17-го кавалерийского корпуса, а Калюжный переведён командиром 12-й Кубанской казачьей кавалерийской дивизии.
В июне 1942 года полковник Калюжный назначен начальником Новочеркасского кавалерийского училища, дислоцировавшегося в городе Пятигорск. В августе — сентябре училище под его командованием находилось в обороне на реке Кула у города Минеральные Воды на стыке 9-й и 37-й армий. В сентябре 1942 года, не имея каких-либо указаний, вместе с Полтавским тракторным училищем оставил боевые позиции и вёл тяжелые бои самостоятельно. После сдачи Пятигорска с оставшимися силами отходил на Нальчик, где вошёл в подчинение 37-й армии Северной группы войск Закавказского фронта. После боёв на Кавказе Новочеркасское кавалерийское училище по железной дороге было направлено в город Подольск, а Калюжный оставлен в распоряжении командующего 37-й армией. Затем он был назначен заместителем командира кавалерийского корпуса.
В мае 1943 года полковник Калюжный назначен командиром 23-й кавалерийской дивизии, входившей в состав группировки советских войск в Иране (дислоцировалась в городах Резайе и Шахнуре).
В сентябре 1943 года полковник Калюжный переведён на должность командира 32-й кавалерийской дивизии и воевал с ней до конца войны. В составе войск Западного фронта дивизия успешно действовала в Смоленско-Рославльской наступательной операции, за что ей было присвоено наименование «Смоленская» (25.9.1943). В ноябре 1943 года она была подчинена 1-му Прибалтийскому фронту и участвовала в Городокской наступательной операции. С конца декабря в составе 4-й ударной армии вела ожесточенные бои, имея задачу перерезать железную дорогу Полоцк — Витебск. С конца февраля 1944 года дивизия под командованием генерал-майора Калюжного находилась на пополнении, затем в июне переброшена в район Смоленска на 3-й Белорусский фронт. С 20 июня того же года она в составе конно-механизированной группы генерала Н. С. Осликовского этого фронта участвовала в Белорусской, Витебско-Оршанской, Минской и Вильнюсской наступательных операциях. С 16 июля дивизия была подчинена 2-му Белорусскому фронту и принимала участие в Белостокской наступательной операции, вела тяжёлые бои в районе августовских лесов. За образцовое выполнение заданий командования в боях за овладение городом Лида она была награждена орденом Красного Знамени (25.07.1944). В октябре 1944 года дивизия вошла в состав 3-го Белорусского фронта и заняла оборону в районе города Гольдап. В середине декабря вновь была передислоцирована на 2-й Белорусский фронт. В 1945 году её части участвовали в Восточно-Прусской, Млавско-Эльбингской, Восточно-Померанской и Берлинской наступательных операциях. За образцовое выполнение заданий командования в боях при овладении городами Хойнице и Тухоля дивизия была награждена орденом Суворова 2-й ст. (05.04.1945).
За время войны комдив Калюжный был 14 раз персонально упомянут в благодарственных в приказах Верховного Главнокомандующего.

### Послевоенное время
После войны генерал-майор Калюжный передислоцировал дивизию из города Виттенберге (на Эльбе) в район Замостья (под г. Львов).
В августе 1945 года он был назначен командиром 9-й гвардейской Кубанской казачьей дивизии 4-го гвардейского Кубанского казачьего корпуса СКВО.
С июля по октябрь 1946 года состоял в распоряжении командующего кавалерией Сухопутных войск, затем был назначен командиром 342-й стрелковой дивизии ДВО.
С июня 1949 года командовал 39-й стрелковой Тихоокеанской Краснознаменной дивизией 1-й отдельной Краснознаменной армии.
С мая 1952 года командовал 86-м стрелковым корпусом ЗабВО.
В мае 1956 года генерал-лейтенант Калюжный переведен в ОдВО на должность командира 45-го особого военного корпуса.
С мая 1957 года служил в ЗакВО заместителем командующего по боевой подготовке — начальником отдела боевой подготовки 7-й гвардейской армии.
В мае 1958 года назначен помощником командующего войсками СКВО по вузам.
20 ноября 1961 года генерал-лейтенант Калюжный уволен в запас.

## Награды
СССР
- орден Ленина (21.02.1945)[4]
- три ордена Красного Знамени (07.07.1944[5], 03.11.1944[4], 24.06.1948[4])
- орден Суворова II степени (10.04.1945)[6]
- орден Кутузова II степени (28.09.1943)[7]
- орден Богдана Хмельницкого II степени (29.05.1945)[8]
- орден Красной Звезды (22.02.1943)[9]

медали в том числе:
- - «XX лет Рабоче-Крестьянской Красной Армии» (1938)[9];
  - «За оборону Кавказа»;
  - «За победу над Германией в Великой Отечественной войне 1941—1945 гг.»(14.08.1945)[10];
  - «За взятие Кёнигсберга»;
  - «Ветеран Вооружённых Сил СССР»

Приказы (благодарности) Верховного Главнокомандующего в которых отмечен И. П. Калюжный.
- За форсирование реки Днепр и за овладение штурмом крупным областным центром городом Смоленск — важнейшим стратегическим узлом обороны немцев на Западном направлении. 25 сентября 1943 года № 25.
- За овладение городом и крупным железнодорожным узлом Молодечно — важным опорным пунктом обороны немцев, прикрывающим пути на Вильно и Лиду. 5 июля 1944 года. № 130.
- За овладение городом Лида — крупным железнодорожным узлом и важным опорным пунктом обороны немцев на гродненском направлении. 9 июля 1944 года № 133.
- За овладение штурмом городом и крепостью Гродно — крупным железнодорожным узлом и важным укреплённым районом обороны немцев, прикрывающим подступы к границам Восточной Пруссии. 16 июля 1944 года. № 139.
- За прорыв сильно укрепленной обороны немцев на южной границе Восточной Пруссии и овладение городами Найденбург, Танненберг, Едвабно и Аллендорф — важными опорными пунктами обороны немцев. 21 января 1945 года. № 239.
- За овладение городом Алленштайн — важным узлом железных и шоссейных дорог я сильно укрепленным опорным пунктом немцев, прикрывающим с юга центральные районы Восточной Пруссии. 22 января 1945 года. № 242.
- За овладение городами Хойнице (Конитц) и Тухоля (Тухель) — крупными узлами коммуникаций и сильными опорными пунктами обороны немцев в западной части Польши. 15 февраля 1945 года. № 280.
- За овладение городами Шлохау, Штегерс, Хаммерштайн, Бальденберг, Бублид — важными узлами коммуникаций и сильными опорными пунктами обороны немцев. 27 февраля 1945 года. № 285
- За овладение городами Нойштеттин и Прехлау — важными узлами коммуникаций и сильными опорными пунктами обороны немцев в Померании. 28 февраля 1945 года. № 286
- За овладение городами Эггезин, Торгелов, Пазевальк, Штрасбург, Темплин — важными опорными пунктами обороны немцев в Западной Померании. 28 апреля 1945 года. № 350.
- За овладение городами и важными узлами дорог Анклам, Фридланд, Нойбранденбург, Лихен и вступили на территорию провинции Мекленбург. 29 апреля 1945 года. № 351.
- За овладение городами Грайфсвальд, Трептов, Нойштрелитц, Фюрстенберг, Гранзее — важными узлами дорог в северо-западной части Померании и в Мекленбурге. 30 апреля 1945 года. № 352.
- За овладение городами Штральзунд, Гриммен, Деммин, Мальхин, Варен, Везенберг — важными узлами дорог и сильными опорными пунктами обороны немцев. 1 мая 1945 года. № 354.
- За овладение городами Барт, Бад-Доберан, Нойбуков, Варин, Виттенберге и за соединение на линии Висмар, Виттенберге с союзными нам английскими войсками. 3 мая 1945 года. № 360.

Других государств
- орден «Легион почёта» (США) (май 1945)
- рыцарский крест ордена «Виртути Милитари» (ПНР)
- медаль «За Одру, Нису и Балтику» (ПНР)